# Bánh da lợn

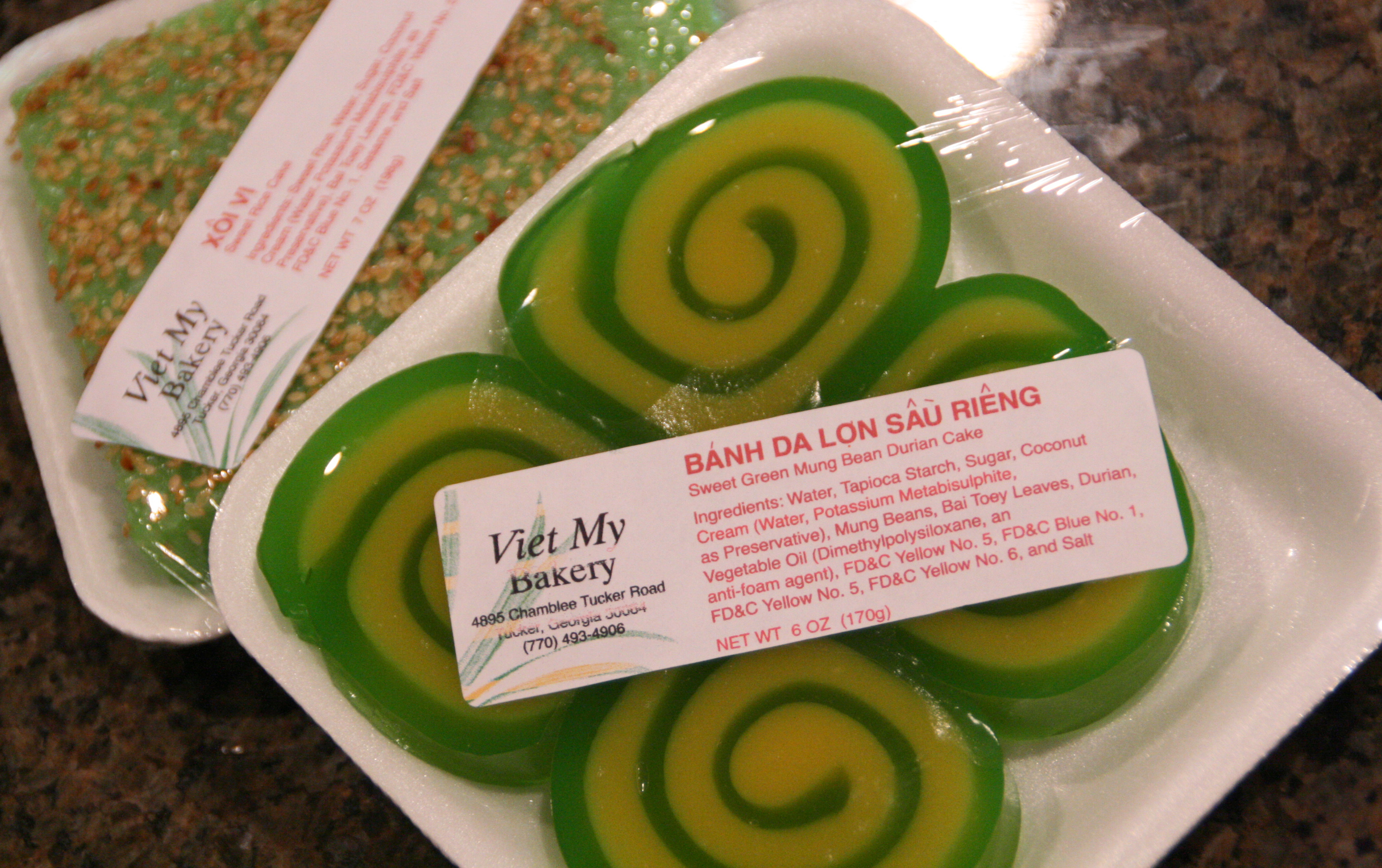
Bánh da lợn sầu riêng', pastel de hoja verde.

El bánh da lợn o bánh da heo (literalmente ‘pastel de piel de cerdo’) es un pastel a capas vietnamita al vapor hecho de almidón de tapioca, harina de arroz, frijol chino machacado, taro o durio, leche de coco, agua y azúcar. Es dulce y tiene una textura blanda gelatinosa (no masticable), con capas finas (de aproximadamente 1 cm) coloreadas alternas de frijol chino, durio o taro.
Las versiones típicas de bánh da lợn pueden incluir los siguientes ingredientes:
- Hoja de pandan (para el color verde) con relleno de pasta de frijol chino.
- Hoja de pandan (para el color verde) con relleno de durio.
- Lá cẩm (hoja de Dicliptera tinctoria, que da un color púrpura cuando se cuece) con relleno de taro machacado.

En la actualidad se usan a veces colorantes alimentarios artificiales en lugar de los colorantes vegetales.
Un pastel llamado kuih lapis, que se elabora en Malasia e Indonesia, es casi idéntico al bánh da lợn.